# Max Haitinger
Max Haitinger (* 20. April 1868 in Wien, Österreich-Ungarn; † 19. Februar 1946 ebenda) war ein österreichischer Mikroskopiker. Er führte die Färbung mit Fluoreszenzfarbstoffen ein, um spezifische Strukturen in Präparaten gezielt anfärben und sie somit fluoreszenzmikroskopisch beobachten zu können. In einer Zusammenarbeit mit dem Wiener Mikroskopbauer Karl Reichert trug er wesentlich zur Verbesserung dessen Fluoreszenzmikroskops bei.

## Leben
Max Haitinger wurde in Wien als Sohn eines Arztes geboren, der 1904 starb. Sein älterer Bruder, der Chemiker und Fabrikdirektor Ludwig Camillo Haitinger (* 23. Oktober 1860 in Wien; † 28. Dezember 1945 ebenda) stiftete den Haitinger-Preis zu Ehren des Vaters. Er war verwandt mit der 1906 in Wien geborenen Schriftstellerin Marianne Haitinger.
Haitinger ging bis zur 6. Klasse auf das Wasa-Gymnasium in Wien, bevor ihn sein Vater auf die önologisch-pomologische Lehranstalt in Klosterneuburg schickte. Ab 1885 studierte er an der Universität Wien Botanik, Physik, Chemie und andere Naturwissenschaften. 1887 ging er als Hospitant an die Universität Tübingen und war anschließend kurz in Libochowitz im heutigen Tschechien als landwirtschaftlicher Volontär auf den Gütern der Grafen Herberstein tätig. Im Oktober 1888 ging er zur K. u. k. Armee, wo er als Einjährig-Freiwilliger die Offizierslaufbahn einschlug. Bald ging er an die Kadettenschule in Hainburg an der Donau, um dort Mathematik, Physik und Chemie zu unterrichten. Er blieb dort bis 1919, als er als Oberst und Kommandant der Schule deren Schließung abwickeln musste.

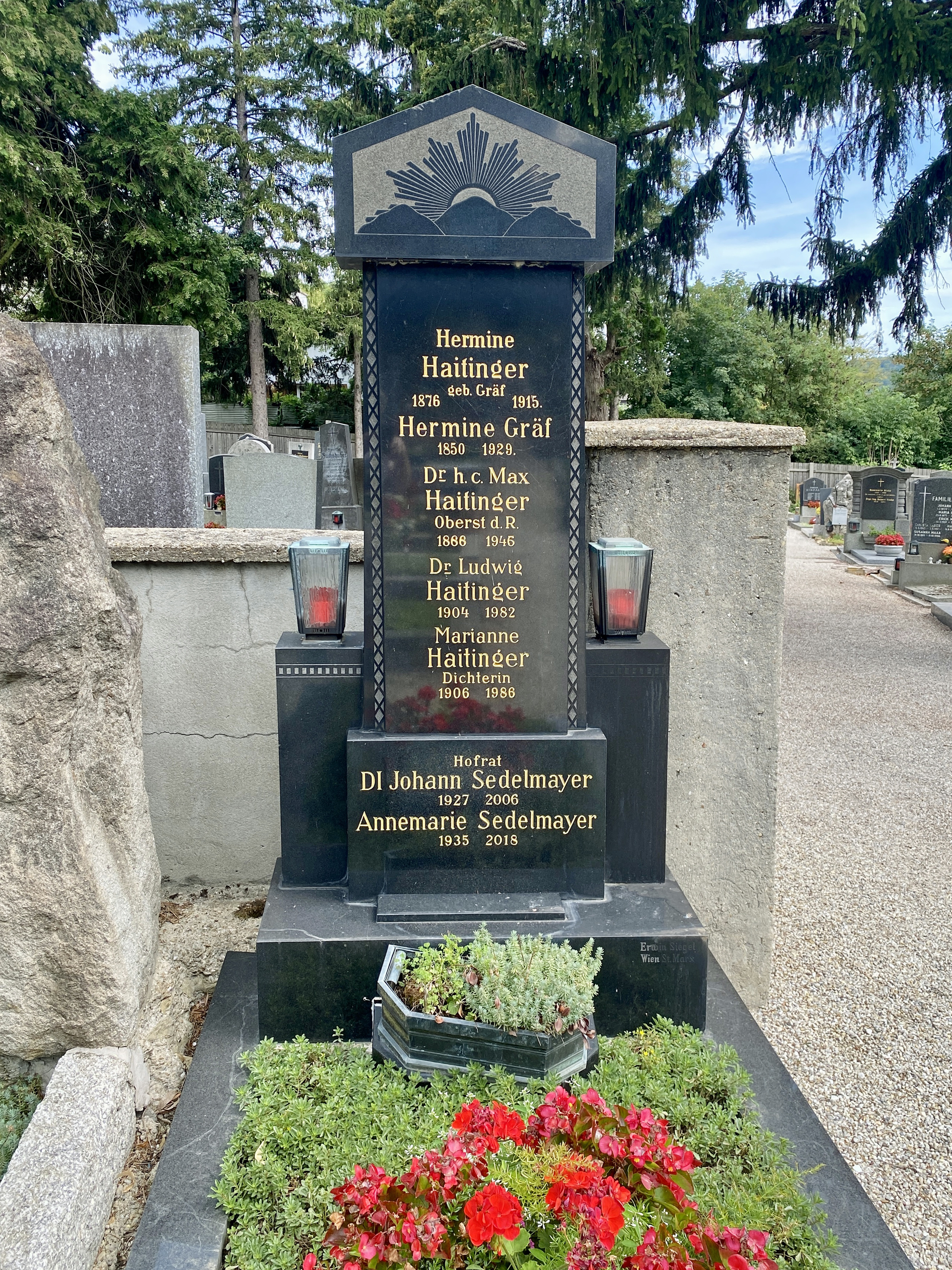
Grab von Max Haitinger

Anschließend lebte er auf dem Landsitz seines Bruders in Weidling bei Wien. Er erhielt ein Pension und widmete sich weiter naturwissenschaftlichen Studien, die schließlich zur Fluoreszenzmikroskopie führten. Erste Arbeiten über Fluoreszenz führte er als Gast an der Höheren Lehranstalt für Ost-, Wein- und Gartenbau im benachbarten Klosterneuburg durch. 1930, schon über sechzigjährig, wechselte er an das 2. Physikalische Institut der Universität Wien, wo er zunächst mit Eduard Haschek auf dem Gebiet der Farbenbestimmung arbeitete. Ein gemeinsames Buch erschien 1936. Dort setzte er auch seine Arbeiten über Fluoreszenz und Fluoreszenzmikroskopie fort.
In seinen letzten Lebensjahren litt Haitinger an Altersstar, der sein Sehvermögen stark beeinträchtigte. Ein schlechter allgemeiner Gesundheitszustand kam hinzu. Sein Freund und Biograph Fritz Bräutigam, Prokurist bei Reichert, schreibt, dass er Haitinger in dieser Zeit wöchentlich die neuesten Arbeiten über Fluoreszenz referierte, woraufhin dieser entschied, welche in die Neuauflage seiner „Fluorescenzmikrosokopie“ aufgenommen werden sollten und dass Haitinger seiner Tochter Maximiliane Müllner bis kurz vor dem Tod die letzten Ergebnisse seiner Forschung diktierte. Sie und die Enkelin Theodora Müllner unterstützten ihn bei seinen Arbeiten bis zum Lebensende. Max Haitinger wurde auf dem Weidlinger Friedhof bestattet.

## Werk
Siehe auch: Max Haitinger und die Fluorochromierung im Artikel Fluoreszenzmikroskopie

### Begriffsschöpfungen
Da Haitinger das Gebiet der Fluoreszenzmarkierung neu entwickelte, führte er etliche Begriffe ein, um die beobachteten Phänomene zu beschreiben. „Fluorochrom“ als Bezeichnung für einen Fluoreszenzfarbstoff wird auch heute noch verwendet, auch in der englischen Fachsprache (hier als „fluorochrome“). Statt „Fluorochromierung“ wird eine Färbung mit Fluorochromen heute als Fluoreszenzmarkierung bezeichnet. Eine natürlich auftretende Fluoreszenz, also die Autofluoreszenz oder Eigenfluoreszenz, bezeichnete er als „primäre Fluoreszenz“, eine durch Fluorochromierung hervorgerufene dagegen als „sekundäre Fluoreszenz“.

### Fluorochromierungen

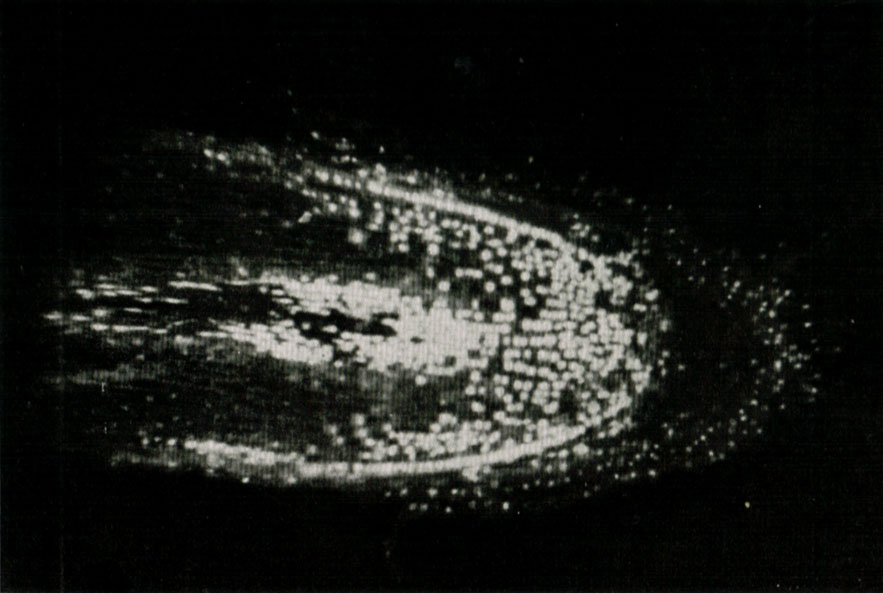
Abbildung aus Haitinger, 1938. „Wurzelspitze von Allium cepa, längs, mit Coriphosphin O; ... 10 Minuten Belichtungszeit, scharfe Differenzierung zwischen Kern und Protoplasma“. Die farbige Fluoreszenz konnte zu dieser Zeit nur schwarzweiß fotografiert werden.

Während Pflanzen häufig starke Autofluoreszenzen in unterschiedlichen Farben zeigen, leuchten tierische und menschliche Gewebe bei Bestrahlung mit UV-Licht wenig differenziert von violett bis blau. Haitinger stellte daher fluoreszierende Pflanzenextrakte her und probierte anschließend aus, welche pflanzlichen oder tierischen Strukturen sich damit anfärben ließen. Später verwendete er auch fluoreszierende chemische Verbindungen für diesen Zweck.
Haitinger war nicht der erste, der diesen Ansatz verfolgte. Schon 1913 veröffentlichte Stanislaus von Prowazek eine Arbeit mit Fluoreszenzfarbstoffen, namentlich mit Eosin und Neutralrot. Haitingers Untersuchungen waren jedoch systematisch und von anderweitig unerreichtem Umfang, so dass er zahlreiche erfolgreiche Färbungsansätze mit genauen Angaben zu Lösungsmitteln, Konzentrationen und Einwirkzeiten veröffentlichen konnte. Auch Ansätze mit zwei oder drei verschiedenen Fluorochromen, mit denen nacheinander gefärbt wurde, beschrieb er. Seine Ergebnisse fasste er in einem 1938 erschienenen gut hundertseitigem Buch „Fluorescenzmikroskopie“ zusammen. Eine zweite Auflage erschien kurz nach seinem Tod.
Zur Anwendung brachte Haitinger seine Verfahren selbst zunächst in der Mikrochemie. Bedeutend war der Nachweis von aromatischen und polyzyklischen Kohlenwasserstoffen, von Porphyrin und seltenen Erden. Für seine Arbeiten wurde Haitinger 1937 mit dem Fritz-Pregl-Preis der Österreichischen Akademie der Wissenschaften ausgezeichnet.
In Zusammenarbeit mit dem Internisten Hans Eppinger, in dessen Klinik er von 1942 bis 1945 arbeiten konnte, wendete er die Fluorochromierung auf Gewebe an. Beispielsweise fluoreszierte nach Färbung mit Berberinsulfat Bindegewebe blau, Zellkerne gelbgrün und Fett karminrot.

### Mikroskopbau
Das erste kommerzielle Fluoreszenzmikroskop wurde 1911 vom Wiener Mikroskopbauer Karl Reichert und seinem Mitarbeiter Oskar Heimstädt auf den Markt gebracht. Im Jahr darauf folgte ein Gerät der Firma Carl Zeiss, die bald die Technologieführerschaft übernahm. Erst in den 1930er Jahren konnte Reichert durch die Zusammenarbeit mit Haitinger wieder aufschließen.
Ab 1931 war das neue Reichert'sche Fluoreszenzmikroskop „Kam F“ erhältlich. Es hatte eine Eisenbogenlampe als Lichtquelle, da sie eine für die Zeit hohe Leuchtdichte auf kleinem Raum erzeugte. Sie mussten jedoch häufig nachgestellt werden und erzeugten unangenehme Dämpfe. Noch im Laufe der 1930er Jahre wurden verbesserte Quecksilberdampfhochdrucklampen verfügbar, für die Reichert die Beleuchtungseinrichtungen Lux UV und Lux UW auf den Markt brachte, die ebenfalls unter Mithilfe Haitingers entwickelt wurden. Auch ersetzte er die bis dahin verwendeten Filter aus Küvetten mit Flüssigkeiten zur Unterdrückung des sichtbaren Lichts in der UV-Anregungsbeleuchtung durch neu verfügbar gewordene Glasfilter, die die Handhabung wesentlich vereinfachten. Ein erstes, mit Manganverbindungen gefärbtes Filterglas ließ UV-Licht ungestört passieren, vom sichtbaren Licht aber nur einen langwelligen Rotanteil, der zunächst noch durch Kupfersulfat-Lösung blockiert wurde. Auch diese Flüssigkeit konnte aber Anfang der 1940er Jahre durch blaue Glasfilter ersetzt werden.
Das erste Reichert'sche Fluoreszenzmikroskop hatte einen Dunkelfeldkondensor, so dass das Anregungslicht nicht ins Objektiv eintrat und somit auch keine Fluoreszenz im Glas des Objektivs entstehen konnte. Außerdem wurden so Reste von sichtbarem Licht aus der Lichtquelle im mikroskopischen Bild vermieden. Haitinger ersetzte den Dunkelfeldkondensor durch einen einfachen Hellfeldkondensor, der eine sehr viel stärkere Beleuchtung und damit auch stärkere Fluoreszenz ermöglichte. Um zu verhindern, dass UV-Licht das Auge des Mikroskopikers erreichte, setzte er UV-Sperrfilter ein, die entweder im Objektiv verbaut wurden, oder auf das Okular aufgelegt wurden.

## Schriften
- Max Haitinger, Herwig Hamperl: Die Anwendung des Fluoreszenzmikroskops zur Untersuchung tierischer Gewebe. In: Z Mikr Anat Forsch. 33, 1933, S. 193–221.
- Eduard Haschek, Max Haitinger: Farbmessungen, Theoretische Grundlagen und Anwendungen. Haim und Co., Wien 1936
- Fluorescenzmikrosokopie – Ihre Anwendung in der Histologie und Chemie. Akademische Verlagsgesellschaft, Leipzig 1938.

## Ehrungen
- Fritz-Pregl-Preis für Mikrochemie der Akademie der Wissenschaften in Wien, 1937.[3]
- Ehrendoktor der Universität Wien für seine Arbeiten auf dem Gebiet der Fluoreszenz, 1944.[3]